# 中部地方のローカルヒーロー一覧
中部地方のローカルヒーロー一覧（ちゅうぶちほうのローカルヒーローいちらん）は、中部地方で作られたローカルヒーローの一覧記事。

## 一覧

### 新潟県
- 江南宣隊ユメレンジャー-江南区_(新潟市)のローカルヒーロー。敵役は悪夢の地下帝国バクー帝国からの使者Drワーリガン。正統派のビジュアルながらリアクション芸を得意とするなどバラエティ向きな新感覚ローカルヒーロー。ユメレッドの決め台詞は「夢のない奴は俺のとこに来い！」
- 超耕21ガッター（ちょうこうにじゅういち-） - 未来の農林水産省が開発した農業用スーツをまとい、宇宙からの侵略者と戦う。愛を米（こめ）て朱鷺（とき）を超えたヒーロー。
- 離島戦隊サドガシマン - 佐渡島(佐渡市)の観光促進。地元に営業所のある株式会社タカチホがキャラメルやストラップなどのグッズ販売で展開している。
- 青果戦隊エチュレンジャー - JA越後中央のイメージキャラクター。食生活や健康を守る活動をしている。姉妹編に『エチュレンジャーはなちゃんズ。』も。
- 植物戦隊 食虫レンジャー - 新潟県立植物園のイメージキャラクター。
- 環境戦隊 新津エコレンジャー - 新潟市。当初は新津市のローカルヒーロー・環境戦隊エコレンジャーとしてデビューし、一時期活動休止していたが、新潟市と合併後はニュー・エコレンジャーとして活動再開。2006年に現在の名称に変更。
- 小京都戦隊カモレンジャー（ふるさとせんたい-） - 加茂市のローカル戦隊。
- 介護戦隊ケアレンジャーＺ - 燕市のローカル戦隊。(福)つばめ福祉会所属し、ゴールデン佐藤がプロデュース。2001年「ケアレンジャー」として結成、2008年「ケアレンジャーＺ」に進化。ケアレッド(食事介助)、ケアブルー(入浴介助)、ケアピンク(スキンケア)の3人組。敵役は燕弁を自在に操る「チョッカー1号」。
- 鍛冶レンジャー - 三条市のローカル戦隊。
- スーパー鍛冶レンジャー - 三条市のローカル戦隊。鍛冶レンジャーの後輩。
- 炎の天狐 トチオンガーセブン - 長岡市栃尾（旧栃尾市）名産の油揚げにちなむローカルヒーロー。発案者による自主制作作品として2017年8月に新潟テレビ21でショートシリーズが放映された。
- ゆめ100戦士ソイガイヤー - 長岡市の市制100周年記念として企画。
- メタボレンジャー - 見附市のローカル戦隊として、メタボリックシンドロームの撃退を目指す。
- 流星戦士フラスター - 胎内市の非公認ローカルヒーロー。胎内市に咲くチューリップ(フラワー)と、胎内市の夜空を彩る星(スター)の力を使う戦士。
- 雷轟纏装ガンギ(らいごうてんしょう-) - 上越市のローカルヒーロー

### 富山県
- リサイクルマン - 小杉町が射水市合併前に展開していたローカルヒーロー。
- エコ侍 - 小杉町が射水市合併前に展開していたエコロジー啓蒙用キャラクター。
- チャレンジ戦隊ナントマン - 南砺市のローカル戦隊。
- アリーナレンジャー - スズキアリーナ店のCMキャラクター。スズキアリーナ北陸の富山県内限定と思われるCMに登場する。必殺技は、全員でビーム銃を一斉に発射するSX-4ビーム(以前は、シボレーアタックという必殺技も披露していた)。また、アリーナレンジャーレッドの得意技はスイフトパンチで、アリーナレンジャーグリーンの得意技はエスクードキック。敵組織の大幹部の名前は、ペロンチョ大佐。

### 石川県
- 朝おに戦隊マイハート－朝食べるおにぎりで、頭と心を目覚めさせるとってもライスなヒーロー。テレビ金沢のズームイン！！ＳＵＰＥＲ内で放送されている。テレビ金沢のＨＰで全話見ることができる。
- 九谷戦隊五彩レンジャー - 寺井町のローカルヒーローであったが、根上町、辰口町と合併して能美市になったことをきっかけにリニューアルした。現在はエヴォリューション編がスタートしている。
- ハイテク戦隊のみレンジャー - 能美市のローカル戦隊。
- 環境戦隊エコレンジャー - 金沢工業大学・マルチメディアプロジェクトがWEBラジオドラマで展開していた金沢市のローカル戦隊。現在は活動休止。
- リサイクル戦士 - 金沢市の集団ローカルヒーロー。CGのみで展開。
- 星空ろまん まんてん仮面 - 能登町のヒーロー。
- ホクリク戦隊タテヤマン - ネット小説のみで展開。自主制作実写アドベンチャーゲームが製作予定だった。
- 手取湖宣隊ダムズメンV - 白山市のローカル戦隊。
- シグナルレンジャー - 七尾市・七尾署によるローカル戦隊。
- 農業戦隊JIWAMONERS - 金沢泉丘高等学校を中心に活動していたローカル戦隊。高校生の進路選択の参考になるような農業に関する情報を発信していた。2022年8月2日に解散した。

### 福井県
- リサイクル戦隊ワケルンジャー - 福井市(ごみの分別の啓発)。日本テレビの『1億人の大質問!?笑ってコラえて!』で、全国的に有名になる。
- レインボー戦隊五湖レンジャー - 三方町(若狭町)のローカル戦隊。三方レッド、久々子イエローなど、それぞれの名前は三方五湖に因んでいる。
- 泉レンジャー - 若狭町のローカル戦隊。
- R27号線隊 交通ルールマモルンジャー - 小浜市・小浜警察署によるローカル戦隊。イラストのみで、交通安全啓蒙を行う。
- メッキレンジャー5 - 地元企業の清川メッキ工業のキャラクター。
- 光るんジャー - 福井市・福井南署のヒーロー。交通安全啓蒙を行う。
- 超越前進ゴーイクザー - 越前ガニをモチーフとする福井県のご当地ヒーロー。ご当地と世界を繋ぐ「グローカルヒーロー」をコンセプトとしており、名前の由来も英語の「go」と福井弁の「いくざぁ」で英語と福井弁が用いられている。
- 敦賀忍影伝ギョーブ-敦賀城主・大谷吉継をモチーフとするローカルヒーロー。名前の「ギョーブ」は吉継が呼ばれていた肩書が由来。

### 山梨県
- 甲州戦記サクライザー - 市民団体及び「オフィスColoreight」が中心に活動。地元TV局山梨放送にてドラマ放映もされている。
- 海ナシ戦隊ヤマナシマン - 甲府市の企業・藤二誠が発売しているストラップで地元活性化を図っている。2006年4月にキャラクターショー用ぬいぐるみが製作。
- 徘徊ヒーロー ハイランダー - 富士急ハイランドのマスコットキャラクターであるヒーロー。
- フジヤマン - 富士急ハイランドが企画したローカル戦隊。
- 市川三郷レンジャー - 市川三郷町PRのローカル戦隊、町ではきぐるみの貸し出しも行う[1]。

### 長野県
- 地域戦隊カッセイカマン - 下條村の景気と元気を守るため、悪の組織フキョーダと戦う3人組のヒーロー。全国のヒーローとの交流も多い。
- 新エネルギー戦隊発電ジャー - 長野県を中心に実験エンターテイメントショーで活躍している。
- 分別戦隊ゴミレンジャー - 伊那市のローカルヒーロー。
- 消防戦隊ケスンジャー - 須坂市消防本部のローカルヒーロー。
- 美化戦隊エコレンジャー（クリーンせんたい-） - 長野市（旧豊野町）のローカル戦隊。コスチュームは2種類。
- SPEED太郎 - 駒ヶ根市のヒーロー。
- ハイスクール戦隊コマファイブ - 駒ヶ根市の高校生によるローカル戦隊。
- 飯工戦隊テックレンジャー - 飯田市の高校生によるローカル戦隊。2018年度からは、メンバー全員が女子生徒によるガールズ戦隊の構成となっている。
- 売れ農戦隊もっとウレンジャー - 中野市のローカル戦隊。
- サボレンジャー - 北陸地方整備局松本砂防事務所が企画したヒーロー。
- どんぶり戦隊どんぶりレンジャー - 宮田村のローカル戦隊。ご当地グルメ「紫輝彩丼」のPR活動を行う[2]。
- ナミレンジャー - 阿智村のローカル戦隊。
- 長寿戦隊ロウレンジャー - 佐久市のローカル戦隊。メンバー全員が高齢という設定。
- 六文戦士ウェイダー-上田市のローカルヒーロー

### 岐阜県
- 滑走戦隊ホッケーレンジャー【かっそうせんたいホッケーレンジャー】（岐阜県）岐阜県インラインスケート協会。全国初のインラインスケート戦隊。　インラインスケート普及活動を各地で展開。
- 地球防衛隊GIFU MAMORIX（ちきゅうぼうえいたいギフマモリックス） - 岐阜市。省エネ活動啓発が目的。イラストのみ。
- 岐阜経済大学ギフレンジャー - 岐阜経済大学によるローカル戦隊。
- 広報人間ギケイダー - 岐阜経済大学が企画。
- 笠松戦隊マックルV（かさまつせんたい-ファイブ） - 笠松町の笠松競馬場が企画。
- 郡上おどり普及戦隊オドルンジャー - 郡上おどり普及が目的。
- さるぼぼ戦隊ひだレンジャー - 高山市のローカル戦隊。ストラップやシャープペンで展開。
- みのじ宣隊ENAレンジャー（-せんたいエナ-） - 恵那市のローカル戦隊。
- 求職忍者 飛騨の赤チャレ - 岐阜県人材チャレンジセンターによるヒーロー。
- カニダー - 可児市のケーブルテレビ可児のイメージキャラクターであるヒーロー。
- 環境戦隊サンショウレンジャー - 川島町(現・各務原市)。グッズのみ。
- やさしさ戦士あいごマン - 日本動物愛護協会東海地域統括岐阜支部が企画した。

### 静岡県
- 環境戦士イーグルマン - 静岡環境キャラバン隊によるオリジナルキャラクターショー。テーマは『STOP!地球温暖化』等の環境問題[3]。
- 爆音戦隊スンプレンジャー - 静岡県を中心に活動しているローカル戦隊バンド。
- 茶神888（さじんハチジュウハチヤー） - お茶の普及のために活動するキャラクター。
- イズ・カイザー - 伊豆市。
- 伊豆戦士☆バイオレイザー - 東伊豆町・伊豆バイオパークのみでキャラクターショーを展開。
- 美味戦隊トクサンジャー - 長泉町のローカル戦隊。
- からくり侍　セッシャー1 - 徳川家康を守るために作られたからくり人形が現代によみがえり静岡市駿河区駅南銀座商店街を守る。
- 夜遊び案内戦隊ナビレンジャー - 静岡市葵区両替町にある風俗店舗無料案内所が企画。『GO!GO!ナビレンジャー』というテーマソングを作ってシングルCDまで発売した（JASRACにも登録済み）。
- 友愛戦隊ボラレンジャー - 浜松市のローカル戦隊。
- 武道アクションチームBAT・ZO（ぶどう-バット・ゼットオー） - 浜松市。忍者ヒーローもののショーを展開。
- 遠州忍者鼈甲（ベッコウ）‐磐田市。桶ヶ谷沼に生息する絶滅危惧種のベッコウトンボから力をもらった戦士。悪の組織ドワリーラと闘いながら子ども虐待防止、動物虐待防止を呼び掛ける。地域イベントや幼稚園、保育園、施設のイベントに登場する。仲間に浜松市の遠州忍者魁斗（カイト）がいる。
- 娯楽仮面コンケルド - パチンココンコルドのCMに登場するキャラクター。
- Y仮面ヤーベマン - ヤベ電機のイメージキャラクター。
- 富士宮 ほたる - 富士宮市のローカルヒーロー。富士宮市の元気を世界に発信するため、市内在住のコスプレイヤーの体を乗っ取り、市内のイベントやお祭りに参加する蛍の妖怪。富士宮市の「富士山」と、富士宮と合併した旧芝川町の「ほたる」が衣装デザインのもととなっている。
- 浜松ドリームレンジャー - 浜松市のあいさつ戦隊。あいさつで世界を変えるために日夜戦っている。
- イナハンザー - 一般社団法人御殿場青年会議所が製作。宝永の大噴火で壊滅的な被害を受けたみくりや地方(現在の御殿場市・小山町）を復興に導いた伊奈半左衛門がモチーフ。

### 愛知県
- 超天ダガヤー - 公益社団法人名古屋青年会議所が制作したご当地ヒーロー。
- カスガイガー - 春日井市のローカルヒーロー。「もっと春日井を盛り上げたい！子どもたちが明るく元気に暮らせる街にしたい！春日井が生んだローカルヒーローだガー！」を合言葉に、紺のスーツ、赤いネクタイ、白いヒーローマスクのいでたちで春日井各地のイベントに登場する。カスガイガーだガー！
- 緑王戦士カテキング - 西尾市のローカルヒーロー。2010年10月デビュー。西尾の特産品である抹茶が由来。宿敵はギガ・ゾンビ。元プロのスーツアクターを中心とするMLHP（三河ローカルヒーローパフォーマンス）によって地域イベントを中心に活動している。地元ケーブルテレビKATCHにて「カテキングのはたらキング」でいろんな仕事に挑戦中。カテキングとポストたち[Reboot]
- 森羅特装シュラバスター - 尾張旭市のローカルヒーロー。2009年3月にデビュー。CBC「そこ知り坂東リサーチ」で紹介された。森羅特装シュラバスター
- セーラーファイター - 1996年から中京テレビの深夜番組『今甦る!昭和ヒーロー列伝』内の『セーラーファイト!』に出てくる巨大怪獣や宇宙人や謎の科学者などと戦う地球防衛軍の最終兵器で、第2シーズンからはコスモヴァージョンに変身可能となる。2006年にはDVDが発売された。
- アーマージャック - 名古屋市発の自主制作映画「突撃!!アーマージャック」にて誕生。また、シリーズには「突撃!!アーマージャック」と別に人形劇版の「悶絶!!アーマージャック」がある。制作スタッフは上述「セーラーファイト!」と同じ。
- おおぐち元気戦隊ダッシュマン - 大口町公認のローカル戦隊。本格的な殺陣で、他のローカルヒーローとの差別化を図る。また、大口町のHPにてショーの動画を配信している。
- 町健康戦隊ニシバルカン - 西春町(北名古屋市)のローカル戦隊。あいさつ運動を中心に活動する。NHKの中学生日記により全国的に有名になる。
- 庁健康戦隊ニシバルカンS - 北名古屋市。ニシバルカンが旧西春町住民の声援を受けて活動再開した。
- 合併新市キタナゴレンジャー - 北名古屋市のローカル戦隊。庁健康戦隊ニシバルカンS、快適戦士ドクターイル、自立戦士KOデンジマン、“健康”“快適”“自立”という、北名古屋市の３つの基本理念によって結ばれた合併チーム。北名古屋市を市民自ら勝手に盛り上げる市民活動団体「KNプロジェクト」が運営。
- 超第九戦隊ホイクレンジャー - 西春町(北名古屋市)のローカル戦隊。
- ひまわり戦隊トヨタジャン - 豊田市のローカル戦隊。
- オレパンダー - 本来は名古屋市の古着商がコスプレしたアーティストだったが、メ〜テレの2004年の年末特番で他地域のローカルヒーローと共演したのをきっかけに、ローカルヒーローとして活動することになった。
- ゴールド選隊キラッシュ - 名古屋市科学館によるローカル戦隊。
- 焼肉ヒーロー - 焼肉屋さかいが企画し、メ〜テレで放映された。『Mr.さかい』。
- やきやき戦隊 肉レンジャー - 焼肉屋さかいが企画。イラストのみ。
- 安全宣言隊 止マレンジャー - 名古屋市北区のローカル戦隊。イラストのみで、飲酒運転防止などの交通安全啓蒙ポスターに描かれている。
- 環境戦隊サルビアン - 安城市ごみ減量や資源化PRヒーロー[4]。
- ゴメンライダー - 安城市の劇団いるかによる演劇のヒーロー。
- モッタイナイダー - 安城市の劇団いるかによる演劇のヒーロー。
- 環境戦隊たはらエコレンジャー - 田原市のローカル戦隊。
- 環境戦隊はんだエコレンジャー - 戦隊ショーから環境活動、市のPRまでこなす半田市のローカル戦隊。
- 商工戦隊セイネンダー - 藤岡町。
- ロータス戦隊 八レンジャー - 八開村(愛西市)のローカル戦隊。
- 愛の青年部戦隊キッズセイバー - 小坂井町(現・豊川市)のローカル戦隊。
- 幸戦隊コウタレンジャー(しあわせんたい-) - 幸田町のローカル戦隊。幸田町民会館で働くＹ氏が、伝説の土地「ハッピネス・ヒル」にて「幸せパワー」を発見、その力を宿らせることで誕生した。
- 未来環境創造戦士エコマンダー - 岡崎市のローカル戦隊。
- 530戦隊カニレンジャー(ごみぜろせんたい-) - 蟹江町のローカル戦隊。ごみゼロ活動が目的。
- 整備戦隊シャケンジャー - 県内で展開している車検のコバックのイメージキャラクター。
- イッちゃう戦隊プリンセブン - メ〜テレの番組発。
- ア∞ス戦隊ゴミ拾いレンジャー(あーすせんたいごみひろい-) - NGOアースが企画・運営する、名古屋市のローカル戦隊。今までにないオモシロいゴミ拾いを提案、実践するべく、ヒーローに変身してゴミを拾いながら、街中を歩いている人達とも触れ合っている。ヒーローに限らず、様々な仮装を楽しみながら活動している。ア∞ス～私たちも地球も明日も可能性は無限大～
- はんだまちヒーローズ- 半田市のご当地ヒーローの総称。ごんぎつねの化身、獣神ハンダーFOX・彼岸花の妖精、岩滑咲（転神アーマーLLIS）・山車型ロボットのハンダシオン・亀崎のヒーロー、童神カメーザKIDなど多数在籍。キャラクターショーにふくし共育の啓発や観光PRなどを盛り込み積極的に活動している。
- 竜宮戦士竜斗 - 武豊町のローカルヒーロー。浦島伝説をベースに、いじめ撲滅を啓蒙する。
- ファイアーX - 大府市消防本部の戦隊ヒーロー。
- ヘルパー戦士トモノイエックス - 『特定非営利活動法人 福祉発信基地友の家』から誕生した福祉ヒーロー。障がいを持ちながらも“自分らしく生活していきたい”という願いを持った方たちを日々サポートしている。福祉発信基地友の家のブログ
- 黄金鯱伝説グランスピアー - 東海テレビの番組発。
- 陶神オリバー - 瀬戸市のローカルヒーロー。2014年3月にデビュー。陶神オリバー
- 東田戦隊シデンジャー - 豊橋鉄道東田本線で活躍する、愛知大学地域政策学部と豊橋鉄道との共同企画で生まれた市電ＰＲマスコットヒーロー。路面電車がモチーフ。主に乗車マナーの啓蒙活動を行う。
- 遊星人ハギー - 愛知県を拠点に活動していた。「ヒーロー」というよりは小柄で可愛い怪人(宇宙人)というイメージ。 語尾に「ギー」と付ける口癖があった。2016年1月、地球人に別れを告げ、故郷の遊星に帰っていった。
- 球世主ギンダマン - パチンコ店発祥の地・名古屋を中心に、パチンコ業界の環境向上・マナー向上の為の啓発活動、遊技人口増加の為の業界広報活動を主とした、パチンコ、パチスロの楽しさを伝えるヒーロー戦隊。
- ゆめクリワールド - 不思議な森の動物病院　通称「ゆめクリ」。ここを舞台に、森の動物たちを病気にさせて脅かす超暗黒帝国ダルクと戦うヒーロー「ドリームレンジャー」と仲間たち。春日井市の「こどもゆめクリニック」発のキャラクターで、「すべてのこどもたちにワクチンを!!」をスローガンに、募金活動や心肺停止時の蘇生術の啓発などを盛り込んだヒーローショーを開催。2015年4月3日18時56分よりメーテレ(名古屋テレビ)にて『ゆめクリワールド』が放送された。ゆめクリワールド
- 肉球戦隊ニャンニャンジャー - 「ニャごや市ニャかがわ区」から世界のニャンコをネコドクロ団の魔の手から守るため、夏は日陰の軒下(のきした)、冬はコタツで丸くなりながら活動中。クロネコのリョウ、母ネコのサキと、２匹の仔ネコで構成されている。
- 弥富戦隊ヤトレンジャー - 弥富市で活動する、名古屋よしもと発のアクションユニットで構成するローカルヒーロー。外見はパーティグッズ売り場で買える市販の全身タイツだが、芸人ゆえの緩急極まるセリフ運びに笑いを取り入れたストーリー展開、元スーツアクターによる高度なアクションなど見応えは充分。金魚の名産地なので、金魚のエンブレムが付いている。
- 紅茶宣隊ティーバトラー - 森羅特装シュラバスターに続き、紅茶のおいしい店店舗数日本一の尾張旭市に誕生したローカルヒーロー。バトラーとは「執事」の事で、紅茶の執事アッサムが「ティーレッド」、リケジョなクールビューティー執事ダージリンが「ティーブルー」、見習い執事カモミールが「ティーイエロー」となり、シブミー族のフェノール姫・ノソイ姉弟などと戦う。
- 檄龍刀神ジャンスカー - 愛知が誇る工業都市小牧市を守るヒーローで、紫のスカジャンがトレードマーク。緩い外見とは裏腹に、側転バク転など激しいアクションもこなす。戦友の「氷光竜士チャンプガイ」と供に行動する事が多い。
- 三河雷伝エメラルドサンダー - 西尾市に新たに誕生した新米ローカルヒーロー。雷に打たれて正義のヒーローに変身した。人間の時は消防士の赤い戦士「エース」と人間の時は警察官の青い戦士「ブラスト」人間の時は何でも直すエンジニアの黄色い戦士「クラッシャー」の三人組。いたずら好きなカッパの「ゲラッパ」率いる「三河ッパ」と戦う。三河地域の幼稚園・保育園を中心に回っている。
- 必笑戦士オワライン - よしもとクリエイティブ・エージェンシー東海支社発のローカルヒーロー。若手のお笑い芸人が変身し、身体に秘めた東海３県の力で極悪帝国スマイルキラーと戦う。ヒーロー×お笑いの迫力あるステージで新感覚のエンターテイメントを提唱している。キャストは「弥富戦隊ヤトレンジャー」もやっていたトラッシュスター、モグモグパクパク、縁ひなこ、アンクラウン等。
- 尾張春伏雷 - 春日井市を拠点に防災･減災の知識を人々に伝えるため天界から修行にやってきたという雷神の息子。父神は地震を起こす鯰を封じた伝説を持つタケミカヅチ。防災士である管理人の元、主にツイッターで自作のイラストやマンガを用いた防災知識「#ハルフシ防災トリビア」を公開している。インターネットラジオ放送局「小春放送局」内で「防災寺子屋･伏の滝殿」で音声による防災講談も配信されている。市外県外イベントにも良く登場し、自身もローカルヒーローファン(ミーハーと称される)を公言して他のヒーローのショーを見にも行っている。食べるのが好きらしくよく飯テロをする。お気に入りのおもちゃはトミカのレッドサラマンダー